# Брешомон
Брешомон (фр. Bréchaumont) насеље је и општина у источној Француској у региону Алзас, у департману Горња Рајна која припада префектури Алткирх.
По подацима из 2011. године у општини је живело 420 становника, а густина насељености је износила 64,52 становника/km². Општина се простире на површини од 6,51 km². Налази се на средњој надморској висини од 348 метара (максималној 396 m, а минималној 307 m).

## Демографија
| 1962. | 1968. | 1975. | 1982. | 1990. | 1999. | 2011. |
| ----- | ----- | ----- | ----- | ----- | ----- | ----- |
| 232   | 243   | 270   | 339   | 351   | 345   | 420   |

График промене броја становника у току последњих година